# André (Rebsorte)
André ist eine Rotweinsorte. Die Neuzüchtung entstammt wie der Zweigelt einer Kreuzung zwischen Blaufränkisch und St. Laurent. Die Sorte ist im tschechischen Velké Pavlovice / Großpawlowitz je nach Quelle im Jahr 1961 oder 1960 entstanden und seit 1980 in die staatliche Sortenliste der Tschechischen Republik eingetragen. Gezüchtet wurde sie von Jaroslav Horák (1922–1994) am Institut OSEVA - Krajsky semenarsky podnik Slechtitelska stanice. Benannt ist sie nach dem Pädagogen und Landwirt Christian Karl André (1763–1831), der in Brünn den weltweit ersten Verband für die Fruchtveredelung gegründet hat. Zurzeit nimmt diese Sorte ca. 2 % der bestockten Rebfläche der Tschechischen Republik ein. In Deutschland ist ihr Anbau ebenfalls zugelassen.
Die spätreifende und ertragreiche Traubensorte muss in erstklassigen Lagen angebaut werden, damit sie gut ausreift und der Säuregehalt des Rotweins gering bleibt. Vom Weintyp kommt sie dem St. Laurent recht nahe und kann in guten Jahren einen vollen dunkelroten Wein ergeben. André ist eine Varietät der Edlen Weinrebe (Vitis vinifera).
Synonyme: Andrea, Semenac A 16-76
Abstammung: Blaufränkisch × St. Laurent
Alljährlich am letzten Samstag im Juni werden in der südmährischen Stadt Hustopeče Radwanderungen durch das Anbaugebiet der Rotweinsorte André mit reichhaltigen Weinverkostungen und kulinarischem Programm organisiert.